# گوردون دانبی
گوردون دانبی (انگلیسی: Gordon Danby) یک فیزیک‌دان برجسته اهل ایالات متحده آمریکا است که به همراه دکتر جیمز آر پاول بخاطر فعالیتش بر روی ابررسانای قطار مگلو در سال ۲۰۰۰ مشترکاً برنده نشان بنجامین فرانکلین برای مهندسی شد.